# Filémon (Bíblia)
Filémon era um cristão associado com a igreja ou congregação em Colossas, a quem São Paulo Apóstolo escreveu uma carta particular e que hoje faz parte do cânon do Novo Testamento. É venerado como santo e mártir pela Igreja Católica, Igreja Ortodoxa e pelo luteranismo, juntamente com sua esposa Santa Ápia.

## Dados biográficos
Filémon, também grafado como Filêmon ou Filemom, era cristão, provavelmente Bispo e amo ou dono de escravos. A sua casa situava-se em Colossas, cidade da parte sudoeste da Ásia Menor, e servia de local de reunião para a igreja daquela região. Pela fraseologia empregue por São Paulo, Filémon mostrava ser uma fonte de encorajamento para a comunidade cristã, sendo um exemplo de fé e de amor. São Paulo considerava-o como colaborador amado. O desejo de São Paulo, de poder visitar e permanecer algum tempo com Filémon, reflecte favoravelmente sobre sua hospitalidade.
Ápia (ou Áfia) e Arquipo parecem ter sido membros da família de Filémon, visto que São Paulo também se dirige a eles na sua carta particular. Ápia foi a esposa de Filémon, e Arquipo seu filho. Depreende-se do conteúdo da carta que Filémon poderá ter sido convertido ao cristianismo através dos esforços de São Paulo. No entanto, visto que São Paulo refere que não teria visitado pessoalmente a cidade, segundo o que entende das palavras da carta ou epístola aos Colossenses, é provável que Filémon talvez tivesse conhecido o cristianismo em resultado da actividade de São Paulo em Éfeso, onde permaneceu por dois anos, quando "todos os que habitavam no distrito da Ásia [que abrangia Colossas], ouviram a palavra do Senhor", segundo o livro dos Actos dos Apóstolos.
O Menaion de 22 de novembro refere-se a ele como um santo Apóstolo que, em companhia de Ápia, Arquipo e Onésimo, foi martirizado em Colossos durante a primeira perseguição geral no reinado de Nero.

## Objectivo da carta
Algum tempo antes de São Filémon receber a carta de São Paulo, o escravo dele, de nome Onésimo, havia fugido. Presume-se que este escravo fugitivo talvez até tenha furtado dinheiro de Filémon para financiar a viagem a Roma, onde mais tarde conheceu São Paulo e tornou-se cristão.
A carta foi escrita pelo próprio punho de São Paulo e dirigida principalmente a Filémon. Deve ter sido escrita algum tempo depois do início do primeiro encarceramento de São Paulo em Roma, provavelmente por volta de 60 ou 61, porque o Apóstolo ainda tinha a esperança de ser "posto em liberdade". O objectivo ao escrever esta carta era animar Filémon a aceitar de volta o seu escravo fugitivo. Em vez de São Paulo usar sua autoridade apostólica para lhe ordenar isso, ele apelou à base do amor e da amizade pessoal. Conhecendo Filémon como homem de fé e amor, São Paulo estava confiante de que receberia novamente o seu escravo que se havia tornado cristão. São Paulo até mesmo pediu que Onésimo fosse recebido tal como se Filémon o estivesse a receber a ele mesmo, o que ilustra a beleza da benignidade, do perdão e da misericórdia que deveria existir entre cristãos.